# Barley wine
La Barley wine o Barleywine (literalment, vi d'ordi) és un estil de cervesa d'alta fermentació i alta graduació originari d'Anglaterra.
La primera cervesa comercialitzada com a Barley wine fou Bass Nº 1 Ale, cap al 1900 tot i que el terme Barley wine ja s'havia utilitzat abans en altres contexts per referir-se per exemple, a vins normals de raïm amb ordi afegit.
L'expressió wine (vi) fa referència òbviament a l'alta graduació alcohòlica (10-12 graus són habituals), però també a les seves aromes intenses i duradores i a la seva consistència en boca. Sovint és envellida per arrodonir-ne el sabor, de vegades en bótes de fusta i de vegades a l'ampolla. Se sol prendre en copes petites i a la mateixa temperatura que un vi dolç. Des de la fi del segle xx es distingeix l'american barley wine com a estil diferenciat, la qual seria molt més llupolosa i, per tant, més aromàtica i també més amarga.